# Paraliparis copei
Paraliparis copei és una espècie de peix pertanyent a la família dels lipàrids.

## Subespècies
- Paraliparis copei copei (Goode & Bean, 1896)
- Paraliparis copei gibbericeps (Andriàixev, 1982)
- Paraliparis copei kerguelensis (Andriàixev, 1982)
- Paraliparis copei wilsoni (Richards, 1966)[5]

## Distribució geogràfica
Paraliparis copei copei es troba a l'Atlàntic (nord i sud), Paraliparis copei kerguelensis al voltant de les illes Kerguelen i Crozet, i Paraliparis copei wilsoni davant les costes de Gabon, Namíbia i Sud-àfrica.